# ブン・ブン・パウ
「ブン・ブン・パウ」 (Boom Boom Pow) は、ブラック・アイド・ピーズの5枚目のスタジオアルバム「The E.N.D」からのリードシングル。
オートチューンを用いて音声加工し、ダンスポップ、エレクトロ・ポップ、ヒップホップを融合させた楽曲。Billboard Hot 100で1位を獲得し、グループ初のアメリカで1位を獲得したシングルとなった。2009年に同チャートで最も長く首位でい続けたシングルであり、12週間連続で1位となった。アメリカだけでなく、オーストラリア、カナダ、イギリスをはじめとする20カ国以上で首位を獲得した。
2009年の映画『G.I.ジョー』の主題歌に使用された。

## リリース
この曲はハッキングされてネット上にリークされ発売前に出回ったいわくつきの曲でもある。このことについてウィルは「実はリークされたことにより偶然起こったことなんだ。誰かがオレのコンピューターをハッキングして、曲がインターネット上に出回っちゃったんだ。そのヴァージョンは未完成だったから、かなり頭に来たよ。その後ラジオでDJがこの曲をプレイするようになったしね。だから、曲が自らシングルになったっていうかさ。オレは侵害された気がしてすごく怒ってたし、傷ついたけど、何か意味があってこうなったんだと思う」とコメント。
アメリカでは、まず2009年3月13日に主流ラジオでO.A.された。その後、3月30日にiTunesで公式にリリースされた。2009年の『アメリカン・アイドルファイナル』でパフォーマンスを行い、これは一般にシングルが有名になるきっかけになった。イギリスでは同年5月25日にリリースされる予定であったが、2週間早くリリースされた。

## チャート成績
Billboard Hot 100で4月18日より12週連続1位をとった。
音楽配信は、第一週目で465,000ダウンロード、最初の11週で 2,802,286 ダウンロードされた。

## ミュージック・ビデオ
ファーギーはインタビューでミュージックビデオを2009年3月8日を狙って公開するつもりだと述べた。ビデオを制作することは4月8日にMTVで明かしている。ビデオはマシュー・カレンらが監督を務める。ビデオは4月18日にDipdiveの上で初公開され、4月24日にiTunesで発表された。
ビデオの内容は、タブーによるビデオが始まってHP TouchSmartの絵に目を通して、彼がきのこ雲のイメージを選ぶところから始まる。歌が始まってコンピューターアイコンとランダムなコンピューターコードのイメージと「The E.N.D」のアスキーアートが点滅し、メンバーは節を詠唱する。これが起こる間、縞模様の全身タイツを身に着けたダンサーが歌に合わせて踊りながら、現れる。そして、きのこ雲はブランコがぶら下がった木、手榴弾はマイク、銃はトランペットと暴力的なものは平和的なイメージのものへと変化する。
ビデオのイメージの多くはクラフトワークの『ミュージック・ノン・ストップ』（1986年、レベッカ・アレン監督）に影響を受けており、同ビデオに対するオマージュとなっている。

## 盗作疑惑
2010年1月にシカゴのアーティスト、フェニックス・フェノム（本名：エボニー・ラティス・バッツ）がこの曲は自身のトラック『ブーン・ダイナマイト』の盗作であると主張した。それはマンフレッド・モールによって書かれ、シカゴの音楽スタジオで考えられた。レコード会社が彼らの音楽に興味を示したため、2人はインタースコープ・レコードにデモを送った。現在、彼らはBEPとインタースコープに賠償金を求めている。

## 曲目
プロモーション CD
1. "ブン・ブン・パウ" (クリーン) — 04:12
2. "ブン・ブン・パウ" (クリーン・アカペラ) — 03:58
3. "ブン・ブン・パウ" (クリーン・イントロ) — 03:49
4. "ブン・ブン・パウ" (ダーティー) — 04:12
5. "ブン・ブン・パウ" (ダーティー・アカペラ) — 03:58
6. "ブン・ブン・パウ" (ダーティー・イントロ) — 03:49
7. "ブン・ブン・パウ" (インストルメンタル) — 02:57
  - (Dylan Dresdowによるオリジナルバージョンミックス)

CDシングル - イギリス
1. "ブン・ブン・パウ" (ラジオ編集) — 3:38
2. "ブン・ブン・パウ" (ウィル・アイ・アム・メガミックス) — 4:12

インベーション ブン・ブン・パウ - メガミックス E.P.
1. "レット・ザ・ビート・ロック" (ボーイズ・ノイズ メガミックス featuring 50セント) — 3:29
2. "レット・ザ・ビート・ロック"  (ボーイズ・ノイズ メガミックス featuring グッチ・メイン) — 3:09
3. "ブン・ブン・スタイル" (Zuper Blahq メガミックス featuring キッド・カディ) — 3:37
4. "ブン・ブン・ゲッタ" (デヴィッド・ゲッタ's エレクトロ・ホップ・リミックス) — 4:01
5. "ブン・ブン・ワウ" (D.J.ウィル・アイ・アム メガミックス) — 4:12
6. "ブン・ブン・ブン" (D.J. Ammo/Poet Named Life メガミックス) — 5:48

通常版
1. "ブン・ブン・パウ" (アルバム) - 4:12
2. "ブン・ブン・パウ" (クリア) - 4:12
3. "ブン・ブン・パウ" (ラジオ編集) - 3:38
4. "ブン・ブン・パウ" - 3:08
5. "ブン・ブン・パウ" (ウィル・アイ・アム メガミックス) - 4:12

## チャート
| チャート（2009年）                   | 最高 順位 |
| ------------------------------------ | --------- |
| ARIA                                 | 1         |
| Austrian Singles Chart               | 3         |
| Belgian Singles Chart                | 1         |
| Belgian Singles Chart                | 1         |
| Canadian Hot 100                     | 1         |
| Czech Republic Singles Chart         | 7         |
| Danish Singles Chart                 | 5         |
| Dutch Singles Chart                  | 4         |
| Finnish Singles Chart                | 5         |
| French Singles Chart                 | 4         |
| Irish Singles Chart                  | 3         |
| Israeli Singles Chart                | 1         |
| Italian Singles Chart                | 7         |
| New Zealand Singles Chart            | 2         |
| Norwegian Singles Chart              | 7         |
| Spanish Singles Charts               | 12        |
| Swedish Singles Chart                | 10        |
| Swiss Singles Chart                  | 4         |
| Turkey Top 20 Chart                  | 1         |
| UK Singles Chart                     | 1         |
| UK R&B Chart                         | 1         |
| U.S. Billboard Hot 100               | 1         |
| U.S. Billboard Hot R&B/Hip-Hop Songs | 55        |
| U.S. Billboard Pop 100               | 1         |
| U.S. Billboard Pop Songs             | 1         |

| 国               | ゴールドディスク   | セールス   |
| ---------------- | ------------------ | ---------- |
| オーストラリア   | ダブル・プラチナ   | 140,000    |
| Belgium          | ゴールド           | 15,000+    |
| ニュージーランド | プラチナPlatinum   | 15,000     |
| イギリス         | ゴールド           | 504,154    |
| アメリカ         | トリプル・プラチナ | 3,708,000+ |

### チャート推移
| 先代 レディー・ガガ『ポーカー・フェイス』                                                                                      | アメリカ合衆国 ビルボード Hot 100 第1位 2009年4月18日 - 7月11日                                  | 次代 ブラック・アイド・ピーズ『アイ・ゴッタ・フィーリン』                                                                   |
| 先代 フロー・ライダーfeaturing キーシャ『ライト・ラウンド』 レディー・ガガ『ポーカー・フェイス』                               | アメリカ合衆国 ビルボード Pop 100第1位 2009年4月18日 - 25日(1回目) 2009年5月9日 - 6月20日(2回目) | 次代 レディー・ガガ『ポーカー・フェイス』                                                                                   |
| 先代 カロジェロ『C'est dit』                                                                                                   | Ultratop 40 第1位 2009年5月30日 - 6月27日                                                        | 次代 デヴィッド・ゲッタfeaturingケリー・ローランド『ホェン・ラブ・テイクス・オーバー』                                      |
| 先代 フロー・ライダーfeaturing キーシャ『ライト・ラウンド』                                                                    | カナダ Canadian Hot 100 第1位 2009年4月18日 - 25日(1回目) 2009年5月9日 - 6月4日(2回目)           | 次代 フロー・ライダーfeaturing キーシャ『ライト・ラウンド』 ブラック・アイド・ピーズ『アイ・ゴッタ・フィーリン』            |
| 先代 ティンチー・ストライダー featuring N-Dubz『ナンバー1』 ディジー・ラスカル&アーマンド・ヴァン・ヘルデン『Bonkers』         | イギリス UK Singles Chart 第1位 2009年5月17日 - 23日(第1回) 2009年6月7日 - 14日(2回目)           | 次代 ディジー・ラスカル&アーマンド・ヴァン・ヘルデン『Bonkers』 ピクシー・ロット『ママ・ドゥ』                              |
| 先代 シアラfeaturing ジャスティン・ティンバーレイク『ラヴ・セックス・マジック』 ピットブル『アイ・ノウ・ユー・ウォント・ミー』 | Turkey Top 20 Chart第1位 2009年5月11日 - 6月8日(1回目) 2009年6月15日 - 22日(2回目)               | 次代 ピットブル『アイ・ノウ・ユー・ウォント・ミー』                                                                         |
| 先代 ティンチー・ストライダー featuring N-Dubz『ナンバー1』                                                                    | イギリス UK R&B Chart 第1位 2009年5月17日 - 6月5日                                               | 次代 マイケル・ジャクソン『マン・イン・ザ・ミラー』                                                                         |
| 先代 エミネム『ウィー・メイド・ユー』                                                                                          | オーストラリア ARIA第1位 2009年5月18日 - 6月28日                                                 | 次代 ブラック・アイド・ピーズ『アイ・ゴッタ・フィーリン』                                                                   |
| 先代 レディー・ガガ『ポーカー・フェイス』                                                                                      | Eurochart Hot 100 第1位 2009年6月20日 - 27日(1回目) 2009年7月4日 - 18日(2回目)                   | 次代 レディー・ガガ『ポーカー・フェイス』 デヴィッド・ゲッタfeaturingケリー・ローランド『ホェン・ラブ・テイクス・オーバー』 |
| 先代 リリー・アレン『ファック・ユー』                                                                                          | Belgian Singles Chart(Flanders) 第1位 2009年6月27日 - 7月11日                                    | 次代 ピットブル『アイ・ノウ・ユー・ウォント・ミー』                                                                         |

## 各国のリリース日
| 国             | 発売日        | 規格                   | レーベル                   |
| -------------- | ------------- | ---------------------- | -------------------------- |
| アメリカ合衆国 | 2009年3月10日 | ラジオ・インパクト     | インタースコープ・レコード |
| イギリス       | 2009年3月17日 | プロモリリース         | インタースコープ・レコード |
| イギリス       | 2009年5月25日 | CDシングル             | インタースコープ・レコード |
| 世界各国       | 2009年3月30日 | デジタル・ダウンロード | インタースコープ・レコード |